# Manieristes del nord

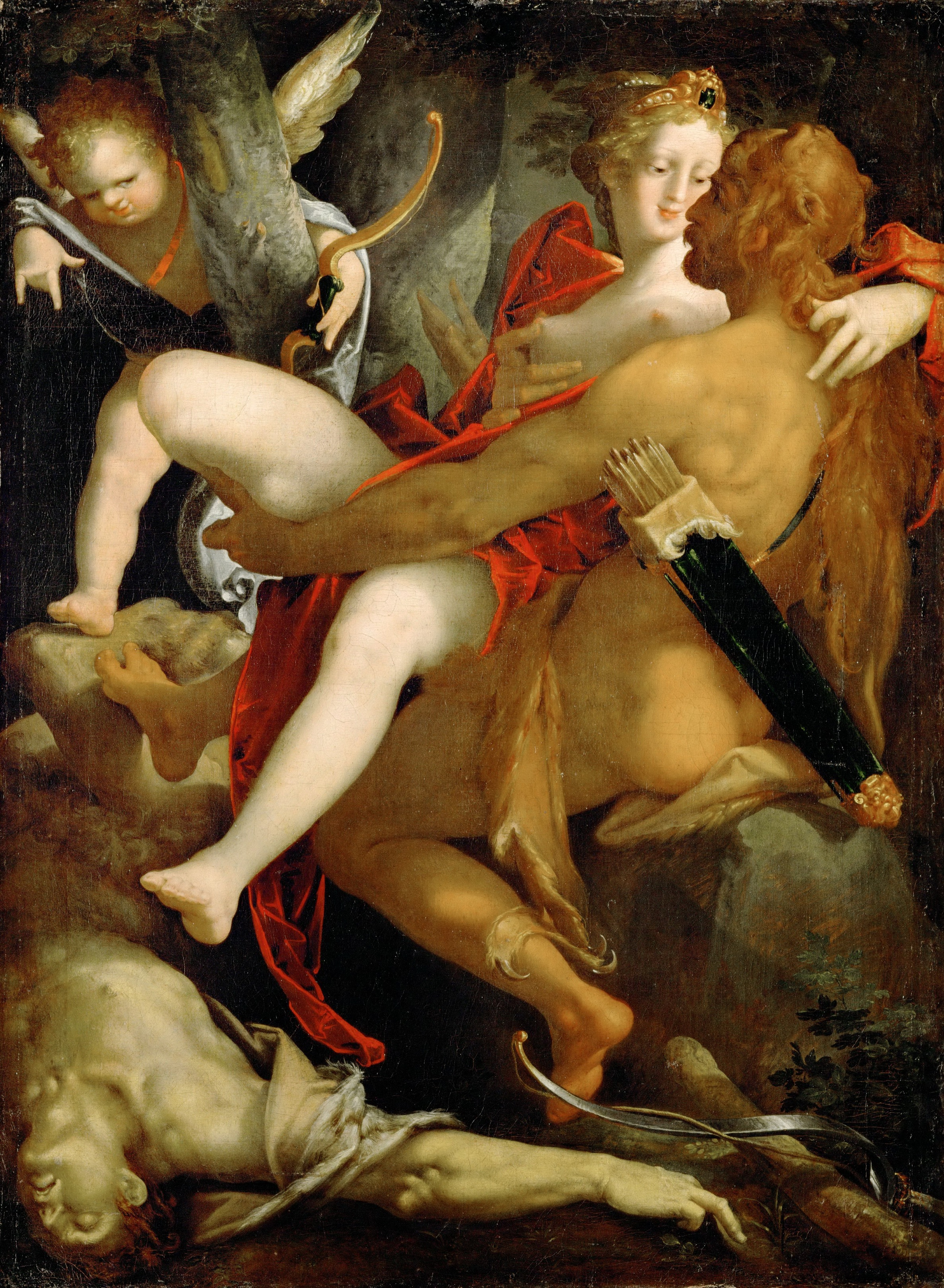
Bartholomeus Spranger, 'Hèrcules, Deyanira i Neso, 1580-85.

Els manieristes del nord va ser un moviment amb una interpretació del Manierisme en les arts visuals practicat al nord dels Alps al segle xvi i principis del xvii. Als Països Baixos i altres indrets es troben estils que deriven àmpliament del Manierisme italià des de mitjans de segle, especialment la decoració manierista en arquitectura.
Els tres centres principals de l'estil van ser a França, especialment en el període 1530-50, Praga des de 1576, i als Països Baixos des dels anys 1580, les primeres dues fases molt determinades pel mecenatge real. En els últims quinze anys del segle l'estil, llavors ja passat de moda a Itàlia, va ser difós per tot el nord d'Europa, divulgat en gran part a través de gravats. A la pintura el moviment va tendir a retrocedir ràpidament en el nou segle, sota la nova influència de Caravaggio i el Barroc primerenc, però en arquitectura i les arts decoratives, la seva influència es va sostenir durant més temps.

## Context

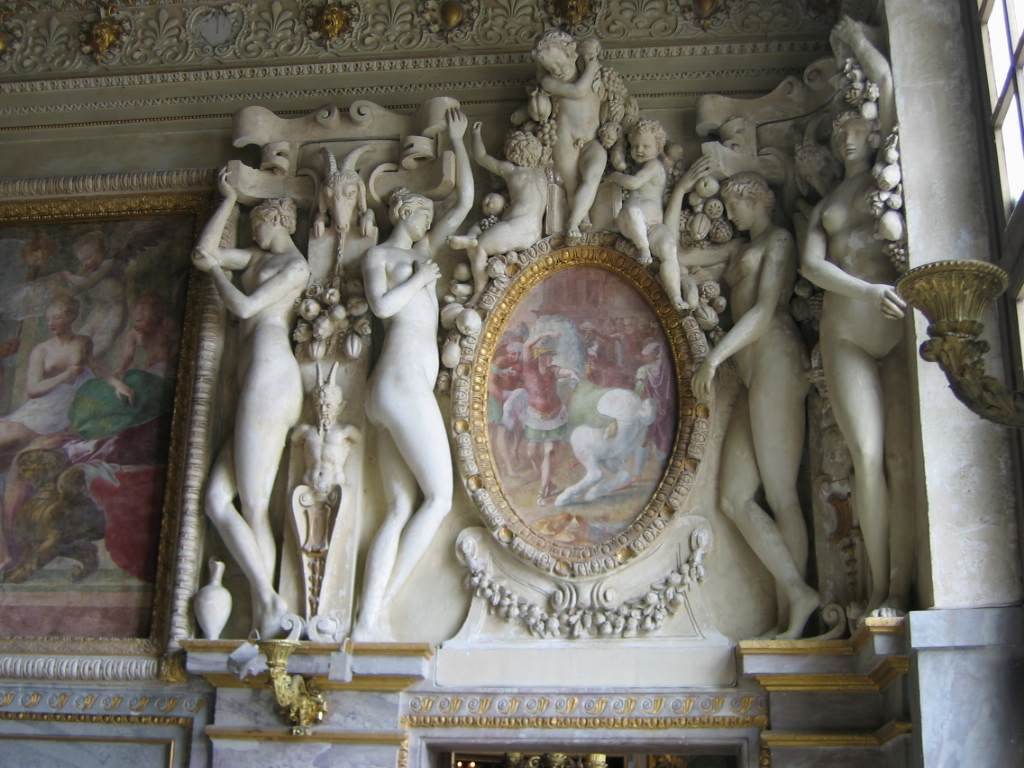
Motllura ornamental per sobre d'una porta, realitzada en estuc, a Fontainebleau, dissenyada probablement per Primaticcio, que va pintar la inserció oval

L'art sofisticat del Manierisme italià va començar durant l'Alt Renaixement dels anys 1520 com una reacció en contra i un intent de superar, amb un desenvolupament dels assoliments serenament equilibrats d'aquell estil. Com explica l'historiador de l'art Henri Zerner: «El concepte de Manierisme -tan important per a la crítica moderna i notablement al gust renovat per l'art de Fontainebleau- designa un estil en oposició al classicisme del Renaixement Italià encarnat sobretot per Andrea del Sarto a Florència i Rafael a Roma».
L'Alt Renaixement era un fenomen purament italià, i el Manierisme italià va exigir tant artistes
 com un públic altament format en els precedents estils renaixentistes, les convencions dels quals eren sovint obertament desobeïdes en una moda de complicitat. A Europa Septentrional, tanmateix, aquests artistes i aquest públic es trobaven amb dificultat. L'estil predominant continuava sent gòtic, i diferents síntesis d'aquest estil i els italians es van fer en les primeres dècades del segle xvi pels artistes més conscientment internacionals com Durer, Hans Burgkmair i altres a Alemanya, i l'escola el nom de la qual porta a confusió, Manieristes d'Anvers, de fet no relacionada, i precedent del Manierisme italià. El Romanisme es va veure més àmpliament influït per l'art italià de l'alt Renaixement, i aspectes del Manierisme, i molts dels millors exponents havien viatjat a Itàlia. La pintura dels Països Baixos ha estat generalment la més avançada del Nord d'Europa des d'abans de 1400, i els millors artistes neerlandesos eren millors que els d'altres regions per mantenir-se al nivell dels assoliments italians, encara que anant a la saga en la distància.
Per a cada una de les successives generacions d'artistes, el problema es va fer molt més greu, ja que gran part de l'obra septentrional va continuar assimilant gradualment aspectes de l'estil renaixentista, mentre que l'art italià més avançat s'havia disparat cap a un món de sofisticació afectat i complex que han d'haver semblat d'un altre món, però va gaudir d'una reputació i un prestigi que no podia ignorar-se.

## França

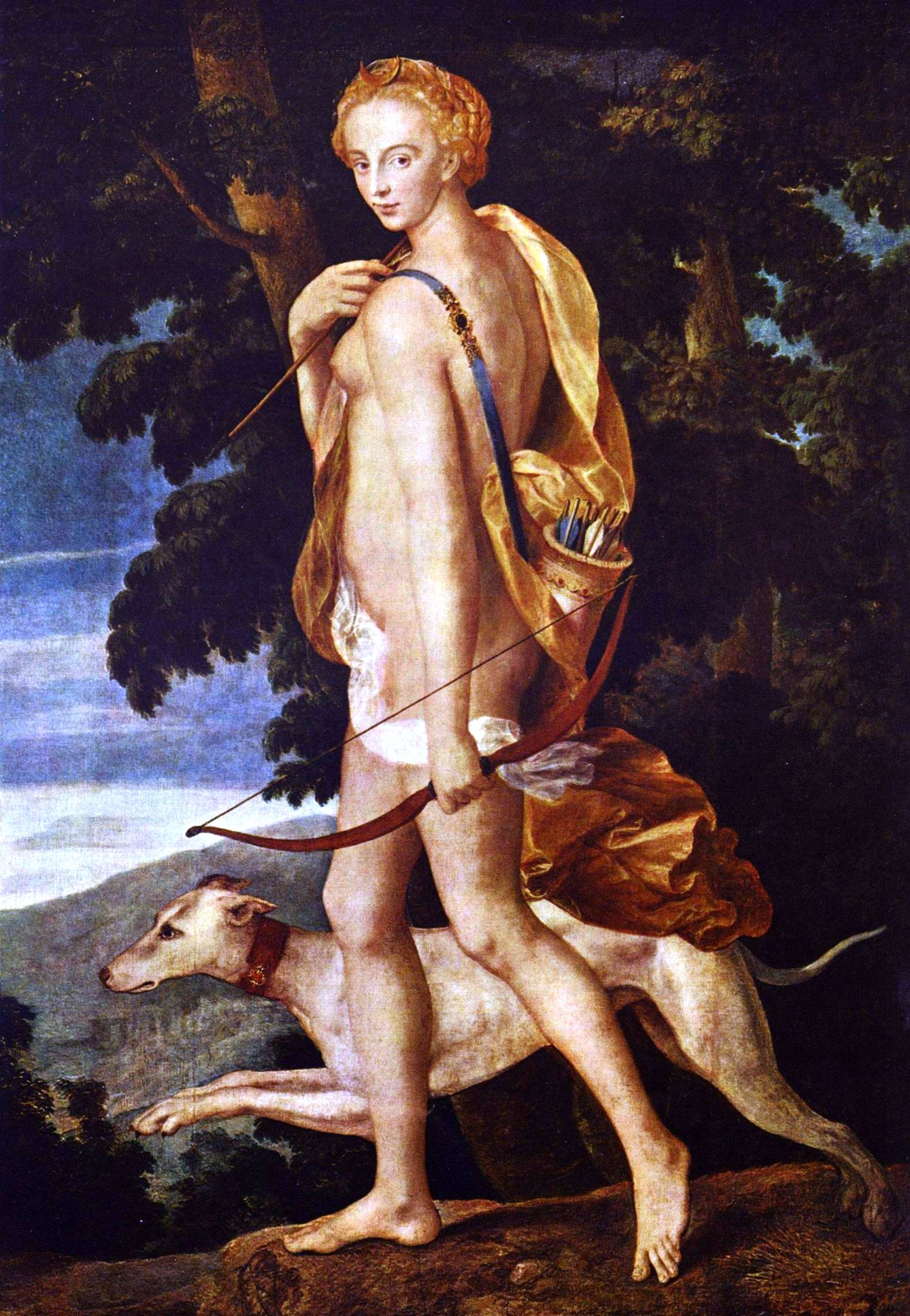
Diana, Escola de Fontainebleau.

França va rebre una influència directa de l'estil italià en la forma de la primera Escola de Fontainebleau, on des de 1530 van treballar diversos artistes florentins de qualitat per decorar el Palau de Fontainebleau, amb alguns ajudants francesos. Els més destacats van ser: Rosso Fiorentino (Giovanni Battista di Jacopo de' Rossi) (1494-1540), Francesco Primaticcio (c.1505-1570), Niccolò dell'abbate (c.1509-1571), i tots ells van romandre a França fins a la seva mort. Aquesta conjunció va aconseguir generar un estil francès natiu amb forts elements manieristes que després va ser capaç de desenvolupar-se per si mateix. Jean Cousin el Vell, per exemple, va produir pintures, com Eva Prima Pandora i Caritat, que, amb els seus nus allargats i sinuosos, bevien palpablement dels principis artístics de l'escola de Fontainebleau. El fill de Cousin Jean Cousin el Jove, del que no ha sobreviscut quasi cap obra, i Antoine Caron ambdós van seguir en aquesta tradició, produint una versió agitada de l'estètica manierista en el context de les guerres de religió franceses. La iconografia d'obres figuratives era majoritàriament mitològica, amb gran èmfasi en Diana, deessa de la cacera que era la funció original de Fontainebleau, i el mateix nom que l'amant i musa del rei Enric II, Diana de Poitiers, alhora una gran caçadora. La seva atlètica figura, prima i de llargues cames «va quedar fixada en l'imaginari eròtic».
Altres llocs d'Europa septentrional no van tenir l'avantatge d'un contacte tan intens amb artistes italians, però l'estil manierista es va fer present a través de les làmines i els llibres, les adquisicions d'obres italianes pels governants, i d'altres que van viatjar a Itàlia a més dels artistes italians individuals que treballaven al Nord.
Gran part de la important obra a Fontainebleau es va fer en forma de relleus d'estuc, sovint executats per artistes francesos segons dibuixos dels italians (i després reproduïts en gravats), i l'estil de Fontainebleau va afectar l'escultura francesa més fortament que la pintura francesa. Els grans marcs d'estuc que dominen les seves pintures d'inserció amb marcats alts relleus de llaços de cuir, rastelleres de fruita, i figures semblants a nimfes, van ser molt influents en el vocabulari de la decoració manierista per tot Europa, divulgades per llibres i gravats d'ornaments per Androuet du Cerceau i altres. Rosso sembla haver estat l'originador de l'estil. La misteriosa i sofisticada porcellana de Saint-Porchaire, de la qual només sobreviuen al voltant de seixanta peces, van portar una estètica similar a la ceràmica.
A part del mateix Palau de Fontainebleau, altres edificis importants decorats en aquest estil van ser el Château d'Anet (1547-1552) per a Diana de Poitiers, i algunes parts del Palau del Louvre. El mecenatge de Catalina de Mèdici sobre les arts va promoure l'estil manierista, excepte en el retrat, i les seves festes cortesanes van ser les úniques que es van donar amb regularitat al nord d'Europa i que podien rivalitzar amb els intermedis i entrades de la cort dels Mèdici a Florència; tots els quals es basaven intensament en les arts visuals. Després d'un interludi quan el treball de Fontainebleau es va abandonar en el punt àlgid de les Guerres de Religió Franceses, es va formar una «Segona Escola de Fontainebleau» amb artistes locals en els anys 1590.

## Praga en el regnat de Rodolf II

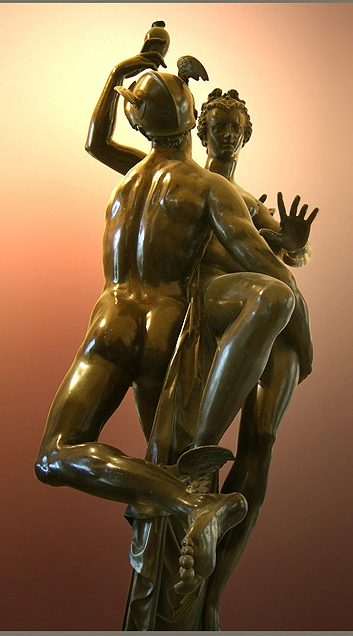
Adriaen de Vries, bronze de Mercuri i Psique a mida real realitzada el 1593 per a Rodolfo

L'emperador Maximilià II (va regnar 1564-1576), que va fer de Viena la seva seu, tenia gusts humanistes i artístics, i va ser mecenes de diversos artistes, els Giambologna més famosos i Giuseppe Arcimboldo, famós pels seus retrats de fantasia realitzats amb objectes quotidians que eren lleugerament més seriosos, al món de la filosofia del Renaixement tardà, del que avui semblen. A finals del seu regnat va idear un projecte per a un nou palau i just abans que morís el jove pintor flamenc Bartholomeus Spranger havia estat cridat des de Roma, on havia tingut una carrera reeixida. El fill de Maximilià, Rodolf II va ser un mecenes encara millor que el seu pare, i Spranger mai no va abandonar el seu servei. La cort aviat es va traslladar a Praga, més segur respecte a les invasions turques regulars, i durant el seu regnat de 1576-1612, Rodolf es convertiria en un col·leccionista obsessiu d'art antic i modern, barrejant els seus artistes amb els astrònoms, rellotgers, botànics i «mags, alquimistes i cabalistes» que Rodolf també va reunir al seu voltant.
Les obres de la Praga de Rodolf estaven molt ben acabades i refinades, essent la major part de les pintures relativament petites. L'allargament de les figures i poses sorprenentment complexes de la primera ona del Manierisme italià van ser continuades, i la distància elegant de les figures de Bronzino va anar intervingut a través de les obres de l'absent Giambologna, que representava l'ideal de l'estil.

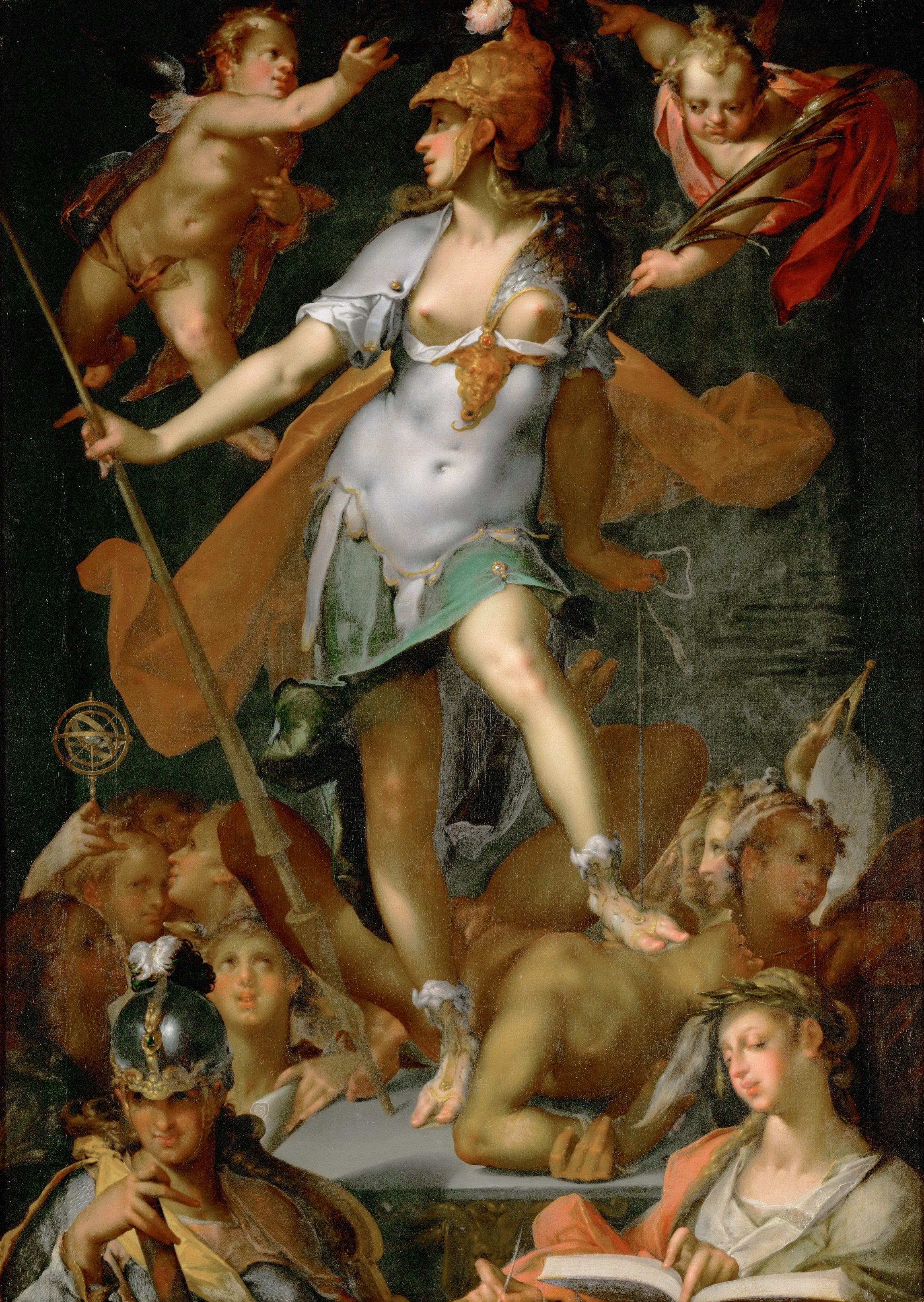
Bartholomeus Spranger Minerva triomfa sobre la Ignorància, 1591.

Els gravats van ser essencials per difondre l'estil per Europa, Alemanya i els Països Baixos en particular, i alguns gravadors, com els més grans de l'època, Hendrick Goltzius, van treballar a partir de dibuixos remesos des de Praga, mentre altres, com Aegidius Sadeler II que van viure a la casa de Spranger, havien estat temptats per la mateixa ciutat. Rodolf també va encarregar obres a Itàlia, sobretot de Giambologna, a qui els Mèdici no el deixaven abandonar Florència, i quatre grans al·legories mitològiques van ser enviades per Paolo Veronese. La influència de l'emperador va afectar l'art d'altres corts alemanyes, especialment Múnic, i Dresden on tenia la seva seu l'orfebre i artista Johann Kellerthaler.
Rodolf estava relativament poc interessat en la religió i «a la Praga de Rodolf II es va produir una explosió d'imatgeria mitològica que no s'havia vist des de Fontainebleau». Les deesses estaven normalment nues, o gairebé, i preval una atmosfera més oberta que la que es troba a la majoria de les obres mitològiques del Renaixement, reflectint evidentment els «especials interessos» eròtics de Rodolf.
La figura dominant era Hèrcules, identificat amb l'emperador, com abans havia ocorregut amb els monarques Habsburg precedents i Valois. Però els altres déus no van ser abandonats; les seves conjuncions i transformacions tenien significat en el neoplatonisme renaixentista i hermetisme que prenien més seriosament a la Praga de Rodolf que en cap altra cort renaixentista. Sembla, tanmateix, que les al·legories pintades de Praga no contenen significats complexos molt específics, ni receptes amagades d'alquímia. Giambologna freqüentment va elegir, o va permetre que algú més elegís, un títol per a les seves escultures després del seu acabament; per a ell el que importaven eren només les formes.

## Manierisme dels Països Baixos

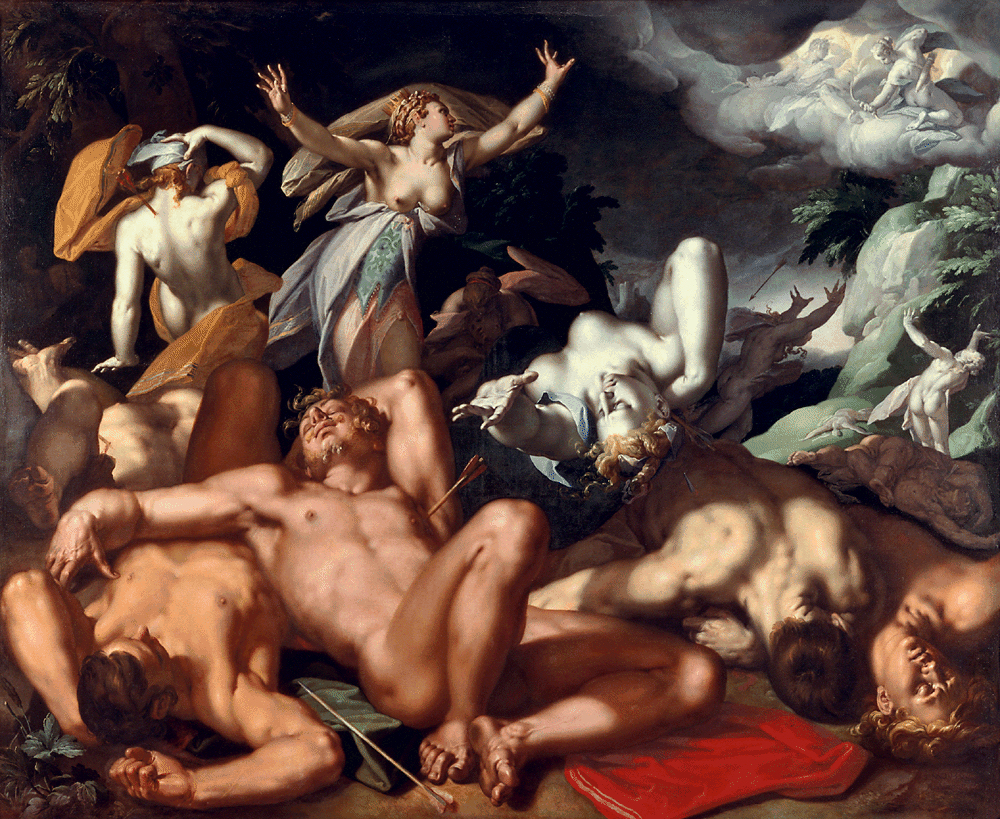
Abraham Bloemaert Níobe plorant els seus fills, 1591

Mentre que els artistes tant de Fontainebleau com de Praga majoritàriament van arribar a un entorn tan agradable en termes intel·lectuals i físics que van romandre allà fins al final de les seves vides, per als artistes de l'última fase neerlandesa del moviment manierista ea molt sovint una fase per la qual van passar abans d'avançar cap a un estil influït per Caravaggio.
Per a Hendrick Goltzius, el més gran gravador de l'època, la seva fase més manierista sota la influència de Spranger només va durar cinc anys, entre 1585, quan va gravar la seva primera làmina imitant dibuixos de Spranger portats de Praga per a Karel van Mander, al seu viatge a Roma el 1590, del que «va tornar sent un altre artista. Des de llavors ja no va fer més gravats seguint els capricis de Spranger. Els nus d'homes amb monstruoses musculatures i dones de formes allargades amb caps petits... van ser reemplaçats per figures amb proporcions i moviments més normals». L'obra de Spranger «va tenir un efecte ampli i immediat als Països Baixos septentrionals», i el grup conegut com els «manieristes de Haarlem», principalment Goltzius, van Mander i Cornelis van Haarlem va ser igualdado per artistes d'altres ciutats.

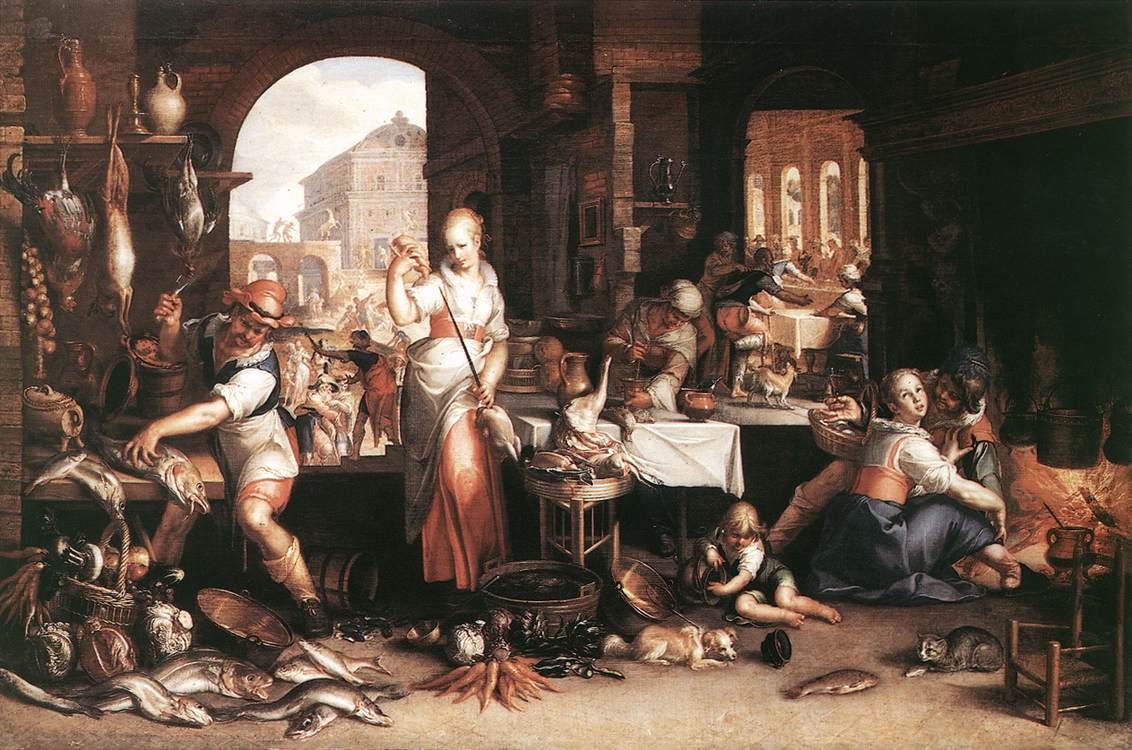
L'elaborada al·legoria de Joachim Wtewael es presenta com una Escena de cuina amb passatges virtuosos de natura morta, 1604.

En part a causa que la major part dels seus seguidors neerlandesos només havien vist l'obra de Spranger a través de gravats i els seus dibuixos més lliures, el seu maneig més pictòric no va ser adoptat, i van conservar la tècnica més realista i estricta en la qual s'havien format. Molts pintors manieristes holandesos podien canviar d'estil depenent del tema o de l'encàrrec, i van continuar produint retrats i escenes de gènere en estils basats en les tradicions locals al mateix temps que treballaven en pintures molt manieristes. Després de la seva tornada d'Itàlia, Goltzius es va moure cap a un classicisme proto-barroco-barroc més calmat i la seva obra en aquest estil en va influir molts altres.
Joachim Wtewael, que es va assentar a Utrecht després de tornar d'Itàlia el 1590, es va veure més influït pels manieristes italians que pels de Praga, i també va continuar produint escenes de cuina i retrats junt amb les seves deïtats nues. A diferència de molts, principalment el seu compatriota d'Utrech Abraham Bloemaert, una vegada que es va formar el repertori d'estils de Wtewael, mai no el va canviar fins a la seva mort el 1631.

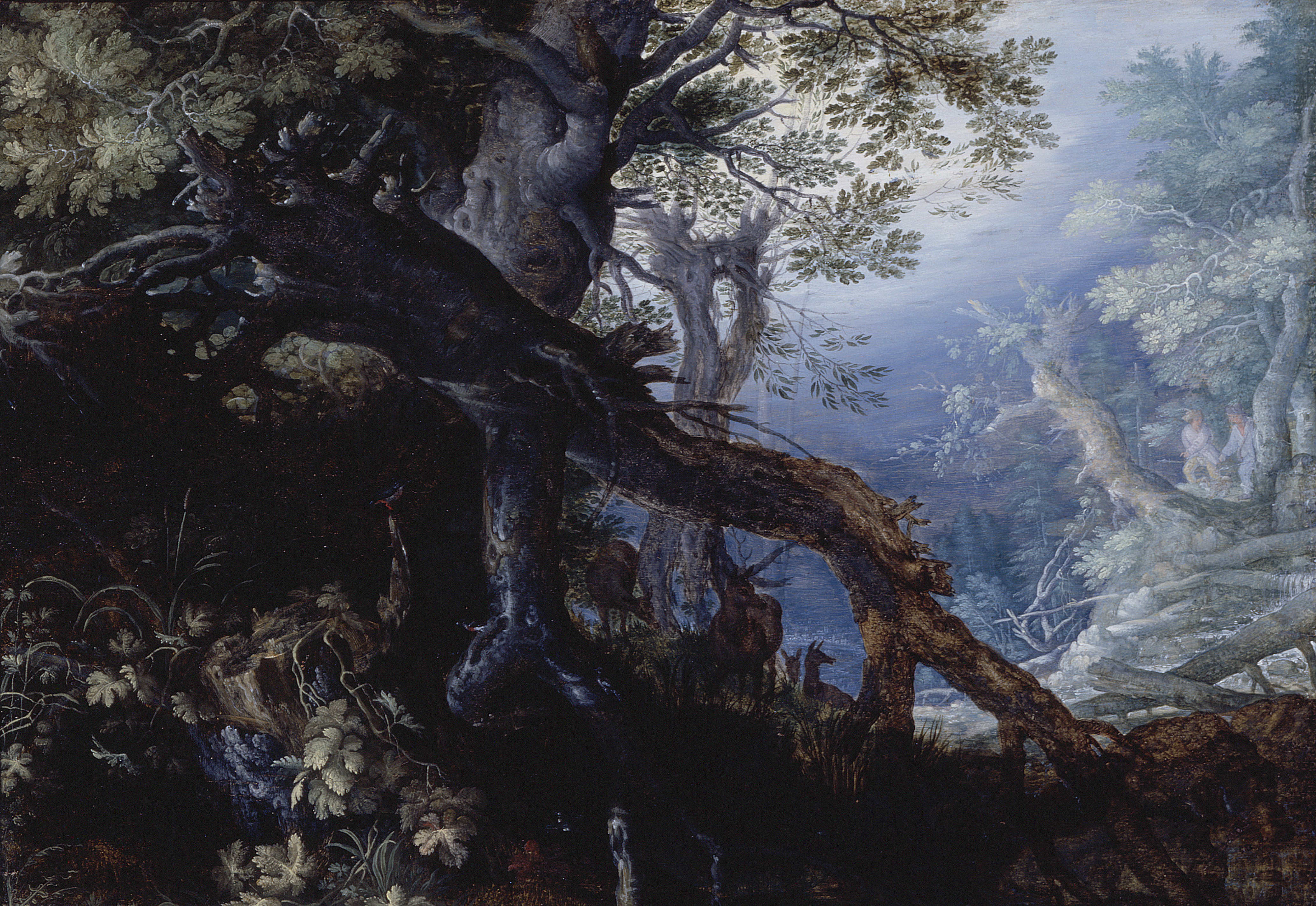
Un paisatge més atípic, però progressista, puro, de Roelant Savery Bosc amb cérvol, 1608-10

Per als pintors als Països Baixos també estava l'alternativa dels estils realistes septentrionals del nord, que havien continuat desenvolupant-se a través de Pieter Brueghel el Vell († 1567) i altres artistes, i el segle posterior anaven a dominar la pintura de l'Edat d'Or Holandesa. Malgrat la seva visita a Itàlia, certament no es pot dir manierista a Brueghel, però just així que les seves pintures eren amb molt interès col·leccionades per Rodolf, artistes manieristes, inclòs Gillis van Coninxloo i el fill de Bruegel, li van seguir a l'hora de desenvolupar el paisatge com a tema.
La pintura de paisatges va ser reconeguda com una especialitat neerlandesa a Itàlia, on estaven assentats diversos paisatgistes septentrionals, com Paul i Mattheus Brill, i els alemanys Hans Rottenhammer i Adam Elsheimer, aquest últim una figura important en el primer Barroc. Molts encara pintaven panorames neerlandesos des d'un punt de vista molt elevat, amb petites figures que formaven un tema específic, però Gillis van Coninxloo seguia la precedent Escola del Danubi i Albrecht Altdorfer en desenvolupar el paisatge forestal pur i «en primer pla» en les seves obres des de cap a 1600, que va ser emprès pel seu alumne Roelant Savery i d'altres. Bloemaert va pintar molts paisatges conciliant aquests tipus al combinar arbres en primer pla, amb figures, i una petita vista distant des de dalt cap a un costat (exemple sota). Els primers paisatges de Paul Brill van ser distintivamente manieristes en la seva artificialitat i efectes poblats decoratius, però després de la mort del seu germà, gradualment va evolucionar cap a un estil econòmic i realista, potser influït per Annibale Carracci.

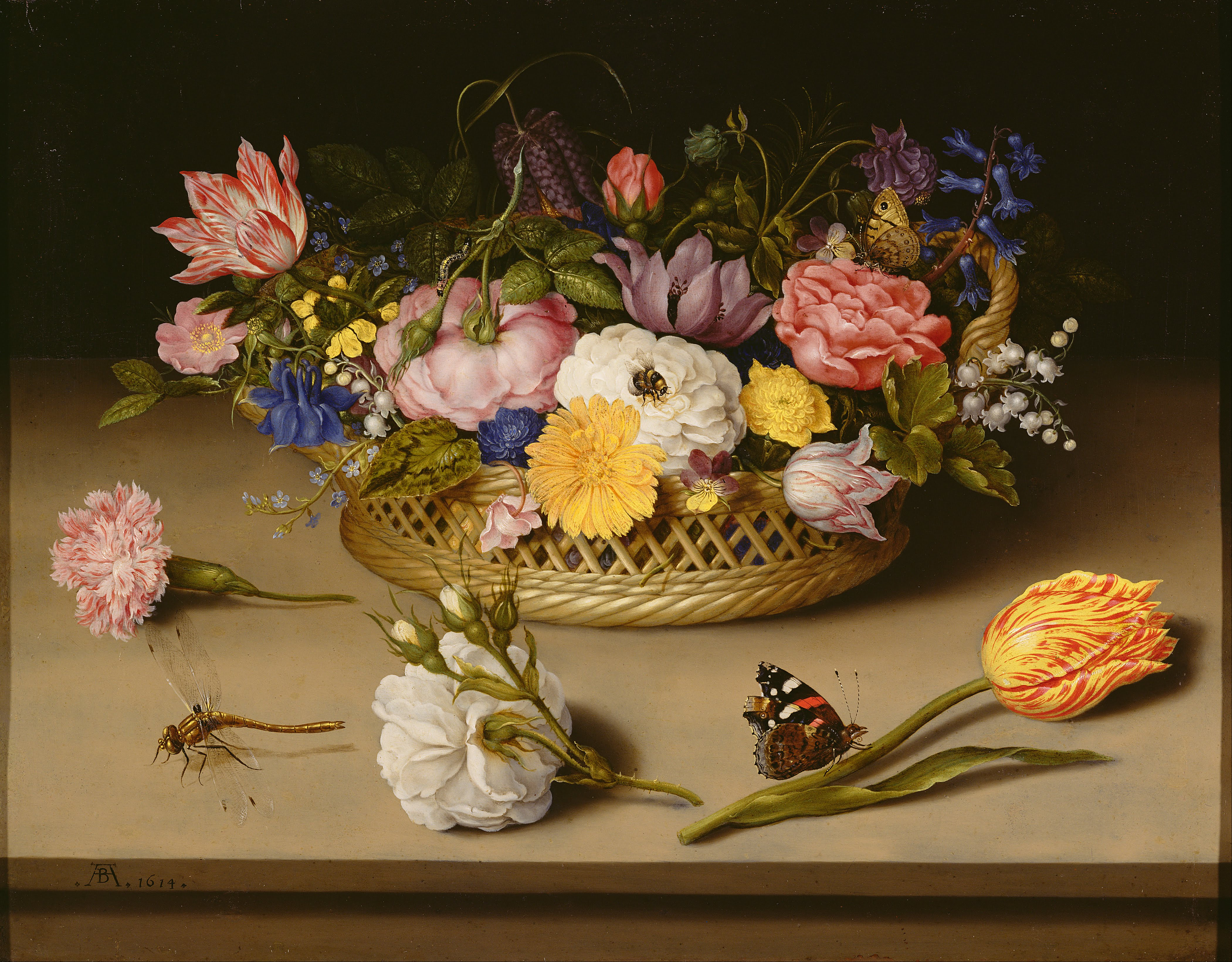
Ambrosius Bosschaert, bodegó, 1614

La pintura de natura morta, normalment majoritàriament flors i insectes, també va sorgir com a gènere durant aquest període, donant un nou propòsit a la tradició heretada de marges de les miniatures neerlandeses tardanes; Jan Brueghel El Vell també va pintar d'aquestes. Semblants subjectes van apel·lar tant a patrons aristocràtics com el mercat burgès, que era més gran als Països Baixos. Això era especialment així al nord protestant, després del moviment de poblacions en la Revolta, on la demanda d'obres relisiosas era en gran manera absent.
Es recorda actualment a Karel van Mander principalment com un escriptor sobre art més que com a artista. Encara que ell es va adherir a la jerarquia de gèneres italiana, amb la pintura d'història en una posició alta, estava més disposat que Vasari i altres teòrics italians (sobretot Miquel Àngel, que menyspreava bruscament les formes d'art «inferiors», a acceptar el valor d'altres gèneres d'art especialitzats, i a acceptar que molts artistes s'han d'especialitzar en aquests, si allí era on arrelava el seu talent. L'especialització de molts artistes en els diversos gèneres estava ben avançada a finals del segle, tant als Països Baixos com a Praga, exemplificats en els dos fills de Brueghel, Jan i Pieter, encara que també era típic del període que ambdós tinguessin més d'una especialitat al llarg de les seves carreres. Encara que els paisatges, escenes de la vida camperola, marines i bodegons podien comprar-se a l'engròs pels comerciants, i els bons retrats sempre eren requerits, la demanda de pintura d'història no igualava al potencial subministrament, i molts artistes, com Cornelius Ketel, es van veure obligats a especialitzar-se en el retrat; «els artistes recorren aquest camí sense plaer», segons van Mander.

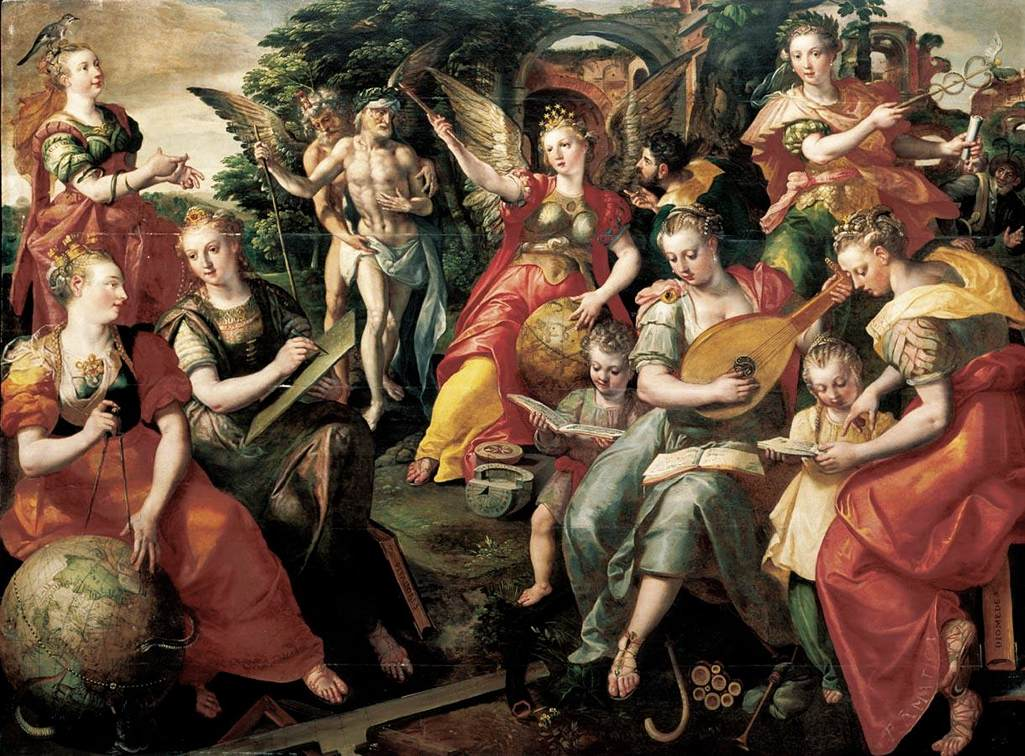
Les set arts liberals per Marten de Vos, 1590

Els pintors manieristes en les ara províncies meridionals permanentment separades d'Habsburgo Flandes de fet estaven menys influïts per Praga que els de les Províncies Unides. Tenien un accés més fàcil a Itàlia on va viure Denys Calvaert des dels vint anys a Bolonya, encara que venent gran part de la seva obra a Flandes. Tant Marten de Vos com Otto van Veen havien viatjat allà; Van Veen, qui de fet havia treballat a la Praga de Rosolf, era el fundador de la Guilda dels Romanistes, un club d'Anvers per a artistes que havien visitat Roma. Eren més conscients de les tendències recents en l'art italià i l'emergència de l'estil barroc, que a les mans de l'alumne de Van Veen des de 1594-98, Rubens, aviat predominarien sobre l'art flamenc. A les obres religioses, els artistes flamencs estaven també sotmesos als decrets del Concili de Trento, que va portar a una reacció contra els més extremats virtuosismes del manierisme i d'un estil més monumental semblant a la maniera grande italiana. Als retaules de De Vos, per exemple, «un temperat manierisme es combina amb una preferència pel narratiu que segueixen la línia amb la tradició neerlandesa».
A Flandes, encara que no a les Províncies Unides, les mostres més provisionals per les entrades reials proporcionaven oportunitats ocasionals per a exposicions públiques luxoses d'estil manierista. Els llibres de festivitats documenten les entrades a Anvers de prínceps francesos i arxiducs Habsburgo.

## Divulgació a través de làmines i llibres

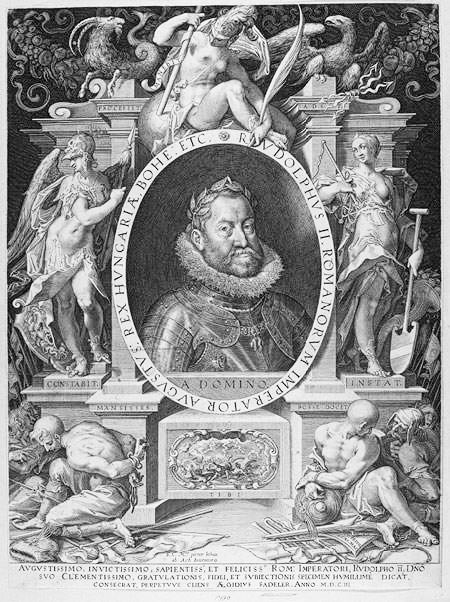
Gravat de Rodolf II per Aegidius Sadeler II (1603)

La importància dels gravats com un mitjà per difondre l'estil manierista ja ha estat esmentat; el manierisme septentrional «era un estil que anava ell mateix cap al gravat, i va inspirar la producció d'una successió d'obres mestres de l'art del gravat». Goltzius era ja el més cèlebre gravador dels Països Baixos quan va esclatar el virus manierista, i malgrat els problemes de la guerra ell i altres gravadors neerlandesos van estar relacionats amb la maquinària de distribució ben greixada per tot Europa que s'havia anat construint al llarg dels cinquanta anys precedents, centrat originàriament en Anvers.
No es pot dir el mateix dels gravats de Fontainebleau, i els gravats que es van fer allà (inusualment per al període, tots en aiguafort) eren tècnicament bastant ordinaris, produïts en petita escala, i molt influents en França. Es van fer durant un intens període d'activitat, aproximadament des de 1542 fins a 1548. Els realitzats a París van ser gravats d'una qualitat més alta; produïts al voltant de 1540, i fins i tot cap a 1580, van tenir una distribució més àmplia. Molts dels gravats de Fontainebleau es van fer aparentment de dissenys dibuixats per a les decoracions del palau, i consistien principalment o enterament de marcs o cartutxos ornamentals, encara que tal era l'escala de Fontainebleau que aquests podien contenir diverses figures a mida real. Les variacions entre els marcs elaborats, com si fossin de pergamí enrotllat, perforat i tallat, es van esgotar en esquemes decoratius que emmarcaven, petites pàgines de títol gravats i mobiliari tallat i amb incrustacions fins al segle xvii.
L'ornament manierista gravat, en el sentit més ample de la paraula, era un bon negoci, més fàcil de produir que l'arriscada aplicació d'un estil extremadament manierista a composicions de grans figures, i s'havien divulgat per Europa com a avançada de la pintura en la forma de marcs a làmines de retrats, frontiscipios de llibres, doncs com els elaborats ornaments sobre la porta i xemeneies d'arquitectura manierista, llibres de decoracions per a artistes i artesans, i llibres d'emblemes. A partir d'aquests i obres en el seu propi mitjà, orfebres, marcs i constructors de mobles, i treballadors en moltes altres arts van desenvolupar el vocabulari de la decoració manierista. El llibre Arquitectura, de Wendel Dietterlin (1593-4) produït en les aigües relativament estancades d'Estrasburg, era l'aplicació més extrema de l'estil a la decoració arquitectònica.

## A les arts decoratives

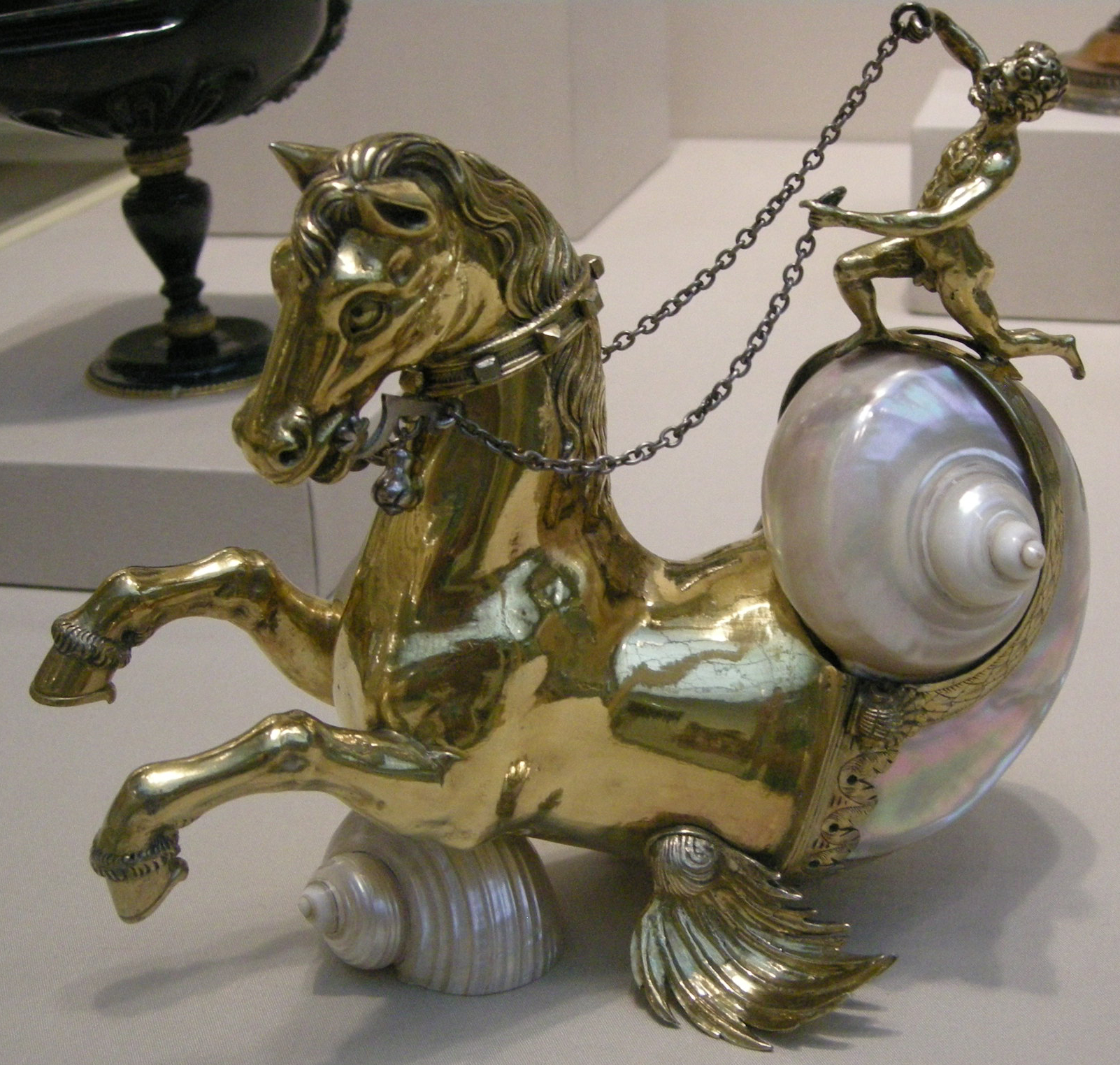
Tassa poc útil en forma de cavallet de mar (presumiblement el cap es treu), Leipzig 1590

L'enginy visual i sofisticació del manierisme a mans septentrionals, que va fer d'ell preeminentment un estil cortesà, van trobar vehicles naturals a l'obra de l'orfebre, accentuat per les gemmes i esmalt de colors, en els quals les perles desparellades dites «barroques» podien formar torsos animals i naturals, tant a la joieria per a l'ornament personal com als objectes fets per la Wunderkammer. Gerres i vasos adoptaven formes fantàstiques, copes amb peus d'ònix i bols d'àgata, i salers elaborats com els Saliera de Benvenuto Cellini, el cim de l'orfebreria manierista, completat el 1543 per a Francesc I i més tard lliurats a l'oncle de Rodolf, un altre gran col·leccionista. Wenzel Jamnitzer i el seu fill Hans, els orfebres a una sèrie de Sacres Emperadors Romans, incloent-hi Rodolf, no van ser superats al nord. Els argenters van fer copes cobertes i gerres i plats ricament llaurats, estrictament per al lluïment, potser incorporant les grans closques marines que ara es portaven dels tròpics, que eren «apreciades com un art produït per la naturalesa». Als Països Baixos una d'aquestes d'«estil auricular» excepcionalment anamòrfic, que emprava motius cartilaginosos retorçats i antiarquitectònics va ser desenvolupada per la família d'argenters van Vianen.

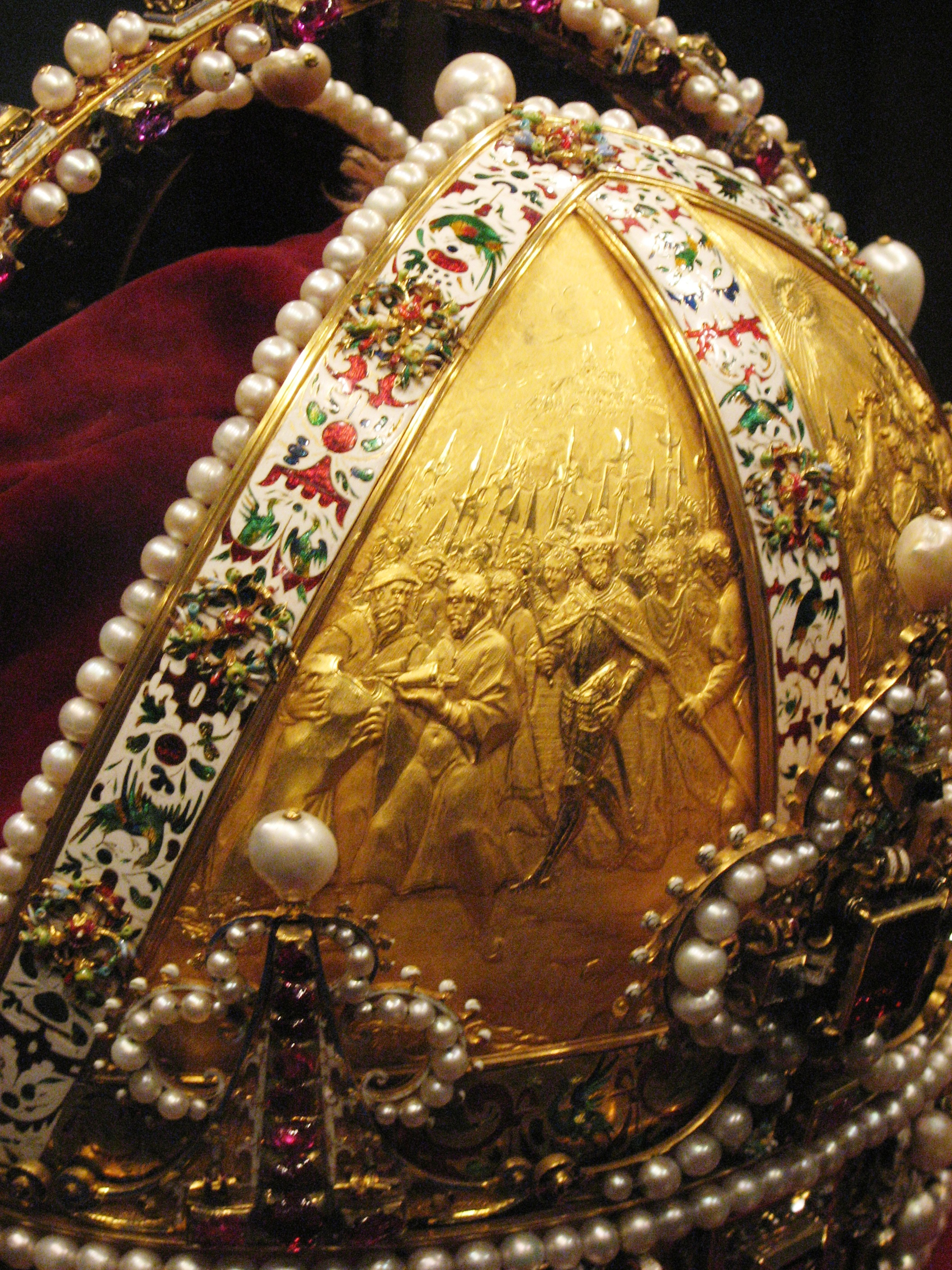
Detall de la corona imperial de Rodolf, amb or, esmalt i joies. Praga, 1602

Encara que els escultors manieristes van produir bronzes a mida natural, el gruix de la seva producció és l'edició de petits bronzes, sovint versions reduïdes de grans composicions, que es pretenia que fossin apreciats per sostenir-los i donar-los voltes a les mans, on el millor «dona un estímul estètic d'aquesta classe involuntària que de vegades prové d'escoltar la música». Petits plafons en baix relleu en bronze, sovint daurats, s'usaven en diverses ambientacions, com a la corona de Rodolf.
Esfinxs femenines amb colls extravagantment allargat i prominents pits sostenen un gabinet borgonyó de castany a la Frick Collection de Nova York; aviat Anvers va fer una especialitat dels gabinets ricament tallats i xapats amb incrustacions de closca de tortuga, banús i vori, amb interiors arquitectònics, que mostraven múltiples reflexos en espais fingits. A Anglaterra els excessos manieristes del mobiliari jacobeo s'expressaren a les potes extremades que es van tornar a imitar copes apilades. Es va cridar als pintors per dissenyar els cartrons en estil manierista per als tallers de tapisseria de Brussel·les i París, i composicions pictòriques en gust manierista van aparèixer en esmalt de Llemotges també. Arabescs, garlandes i festones de fruites s'empraven en un vocabulari ornamental que descendia dels marges de manuscrits il·luminats gòtics i antics ornaments romans en grotescs.
A França, la Ceràmica de Saint-Porchaire de formes manieristes i decoració es va produir en quantitats limitades per a una clientela aficionada a la moda restringida dels anys 1520 a 1540, mentre que les poblades i desconcertants composicions semblants a la vida de serps i gripaus caracteritzaren els plats de vaixella pintada de Bernard Palissy. Com els Jamnitzer de tant en tant, Palissy va fer motlles de petites criatures autèntiques i plantes per aplicar les seves creacions.

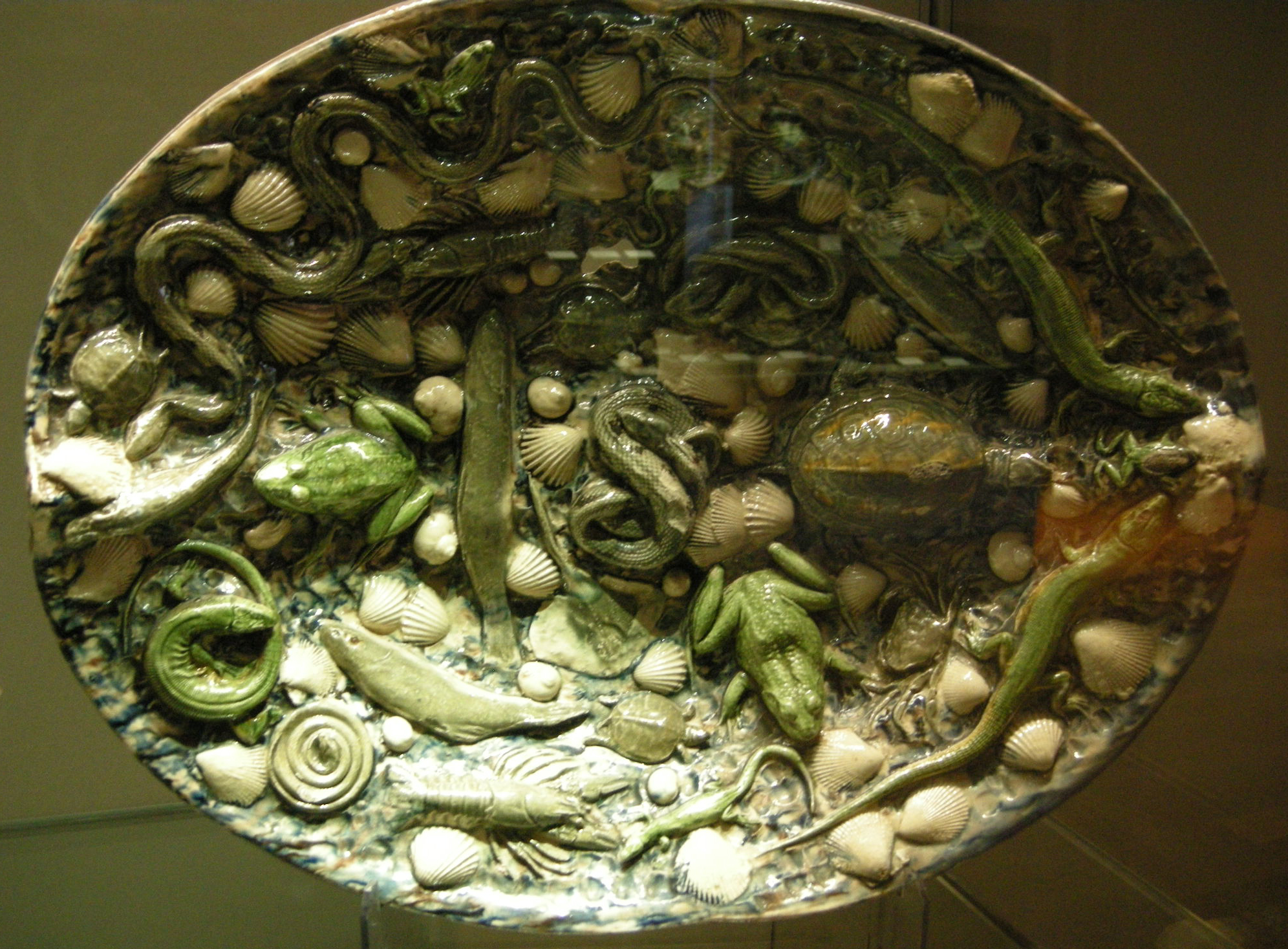
Plat de vaixella rústica atribuïda a Bernard Palissy, París

## Manierisme nòrdic, política i religió
L'Europa Septentrional del segle xvi, i especialment aquelles regions on el manierisme era més fort, es va veure afectada per agitacions massives incloent la Reforma Protestant, la Contrareforma, les guerres de religió a França i la Revolta Holandesa. La relació entre el manierisme, la religió i la política va ser sempre molt complexa. Encara que es van produir obres religioses, l'art manierista nòrdic va menysprear els temes religiosos i quan els va tractar va ser normalment contra l'esperit de la Contrareforma i els punts de vista protestants sobre la imatgeria religiosa.
En el cas de la Praga de Rodolf i l'art francès a la segona meitat de segle, l'art manierista secular i mitològic sembla haver estat un intent parcialment deliberat de produir un art que atreia per sobre de divisions polítiques i religioses. Alhora, el manierisme més extrem va ser normalment un estil cortesà, sovint usat per a propaganda de la monarquia, i es va arriscar a quedar desacreditat en associar-se amb governants impopulars. Mentre la genuïna tolerància de Rodolf sembla haver-lo evitat a Alemanya i Bohèmia, a finals de segle el Manierisme s'havia associat amb els protestants calvinistes i altres patriotes de França i els Països Baixos amb els seus impopulars governants catòlics.

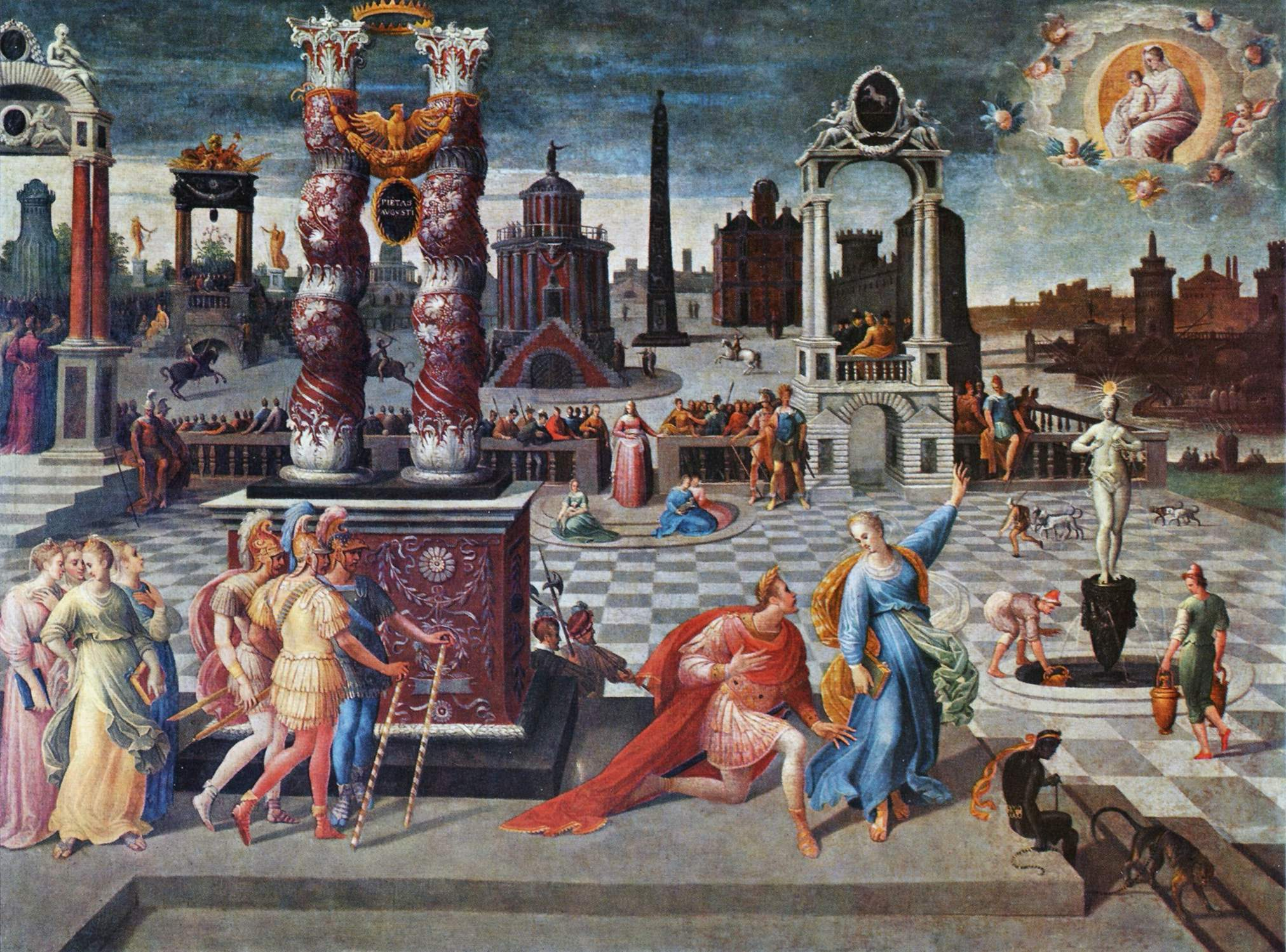
August i la Sibil·la Tiburtina, Antoine Caron, h. 1580

Certes obres manieristes semblen fer-se ressò de la violència de l'època, però vesteixen robes clàssiques. Antoine Caron va pintar l'infreqüent tema de Les Massacres del Triumvirat (1562, Louvre), durant les Guerres de Religió, quan les matances eren un esdeveniment freqüent, sobretot el Dia de Sant Bartomeu de 1572, sis anys després de la pintura. Segons l'historiador de l'art Anthony Blunt, Caron va produir «el que és potser el tipus més pur conegut de Manierisme en la seva forma elegant, apropiat per a una societat aristocràtica exquisida però neuròtica.» Els seus cartrons per als Tapissos Valois, que es remunten a la triomfalista sèrie de tapissos sobre la Història d'Escipió dissenyada per a Francesc I de França per Giulio Romano, eren un exercici de propaganda a favor de la monarquia Valois, que emfatitzava l'esplendor cortesana en l'època de la seva amenaçada destrucció a través de la guerra civil. L'única pintura que queda de Jean Cousin El Jove, El Judici Final, també es refereix a la guerra civil, traint un «gust típicament manierista per la miniaturització». Petits éssers nus «s'arrosseguen sobre la terra com cucs», mentre que Déu mira cap a baix, jutjant des de dalt.

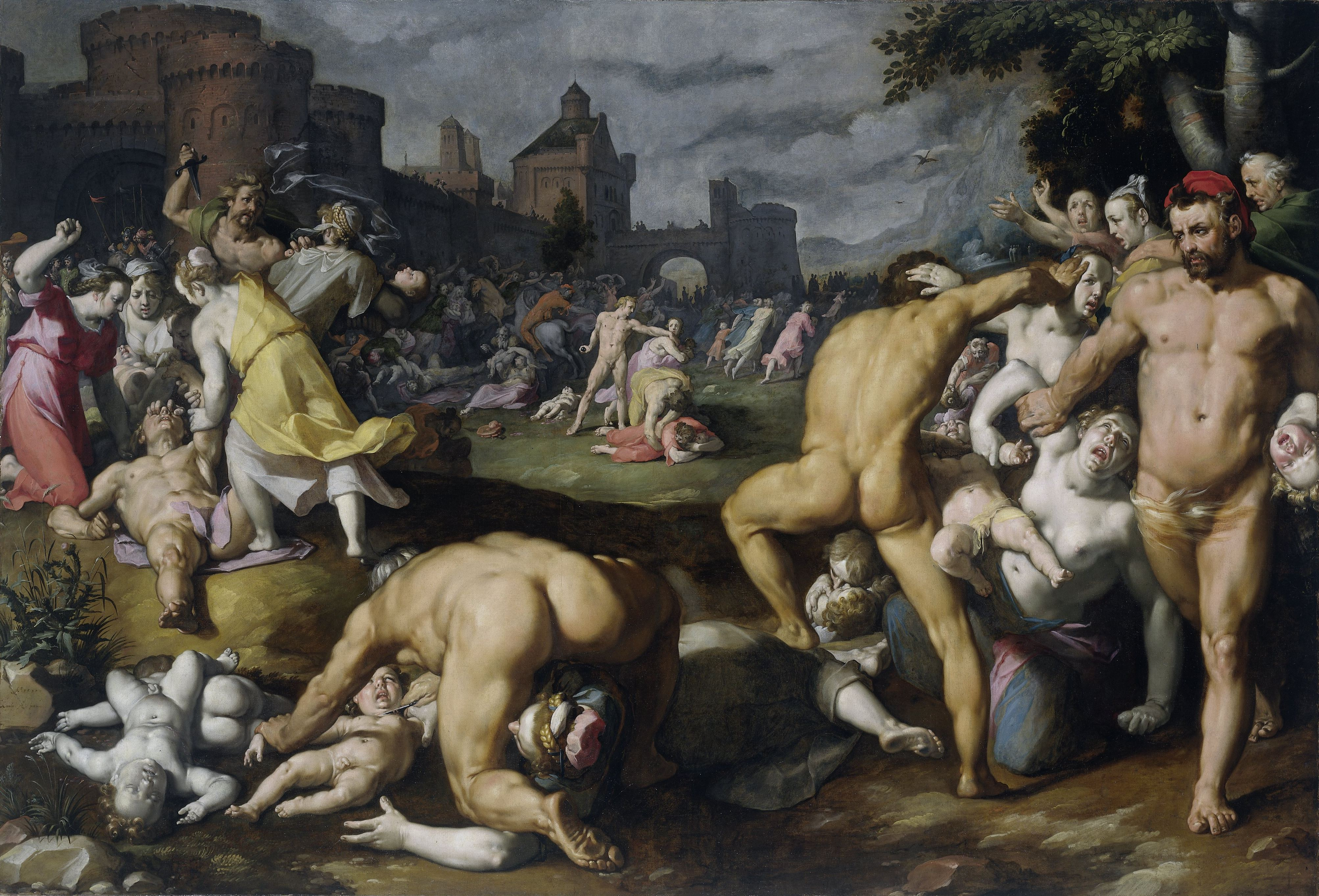
Cornelis van Haarlem, Massacre dels Innocents, 1590

La Massacre dels Innocents (1590, Rijksmuseum) de Cornelis van Haarlem, més barroca que manierista, pot implicar els records de joventut de les matances (de fet només de la guarnició) després del Setge de Haarlem el 1572-3, que ell va viure. La versió en absolut manierista de Brueghel sobre el mateix tema va ser adquirida per Rodolf, que va fer que algú canviés molts dels nens massacrats per oques, vedells, formatges i altres despulles menys pertorbadores. En general, la pintura manierista emfatitza la pau i l'harmonia, i menys sovint elegeix temes de batalla davant l'Alt Renaixement o el Barroc.
Un altre tema popularitzat per Brueghel San Joan pregant al desert, va ser tractat amb estil manierista per diversos artistes, com un tema per a un exuberant paisatge. Però per als protestants holandesos, el tema recordava els anys de la Revolta i els previs, quan per a treballar es van veure obligats a congregar-se al camp fora de les ciutats controlades pels espanyols.

## Altres floriments

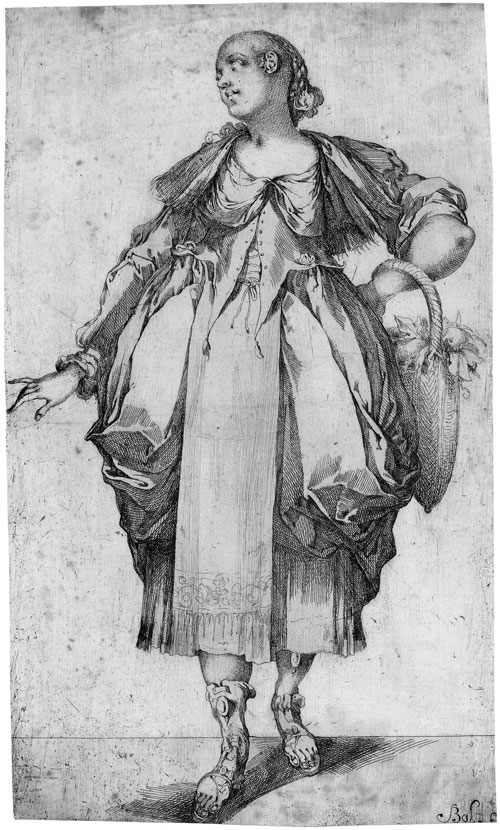
Gravat de Jacques Bellange Jardiner amb cistell c. 1612

Per mirar d'emular la cort de Fontainebleau Enric VIII d'Anglaterra es va veure obligat a importar el seu propi equip d'artistes italians i francesos, encara que bastant menys estel·lar, per treballar al seu nou Palau de Nonsuch, decorat al voltant de l'any 1541, on es va fer servir en gran manera els estucs. Però Enric va morir abans que es completés i una dècada més tard va ser venut per la seva filla Maria sense ni tan sols haver tingut un ús destacat per la cort. El palau va ser destruït abans de 1700 i només han sobreviscut petits fragments de l'obra, així com una lleugera influència perceptible en l'art anglès posterior, per exemple en els grans però poc sofisticats estucs a Hardwick Hall.
El miniaturista de retrats Isaac Oliver mostra una temptativa influència del manierisme tardà, que també mostren alguns pintors de retrats immigrants, com William Scrots, però en general Anglaterra va ser un dels països menys afectats pel moviment, llevat als ornaments.
Encara que el Manierisme nòrdic va aconseguir un gran estil paisatgístic, el retratisme va romandre sense els equivalents nòrdics de Bronzino o Parmigianino, llevat de l'ampla col·lecció de retrats d'Isabel I.
Un dels darrers floriments del Manierisme Nòrdic es va produir a Lorena, on Jacques Bellange (c.1575-1616), el pintor de la seva cort, es coneix avui només pels seus extraordinaris gravats, encara que també era un pintor. El seu estil deriva del Manierisme neerlandès, encara que la seva tècnica dels gravadors italians, especialment Barocci i Ventura Salimbeni. Inusualment, els seus temes eren principalment religiosos, i encara que els vestits eren sovint extravagants, suggereixen un intens sentiment religiós.

## Artistes

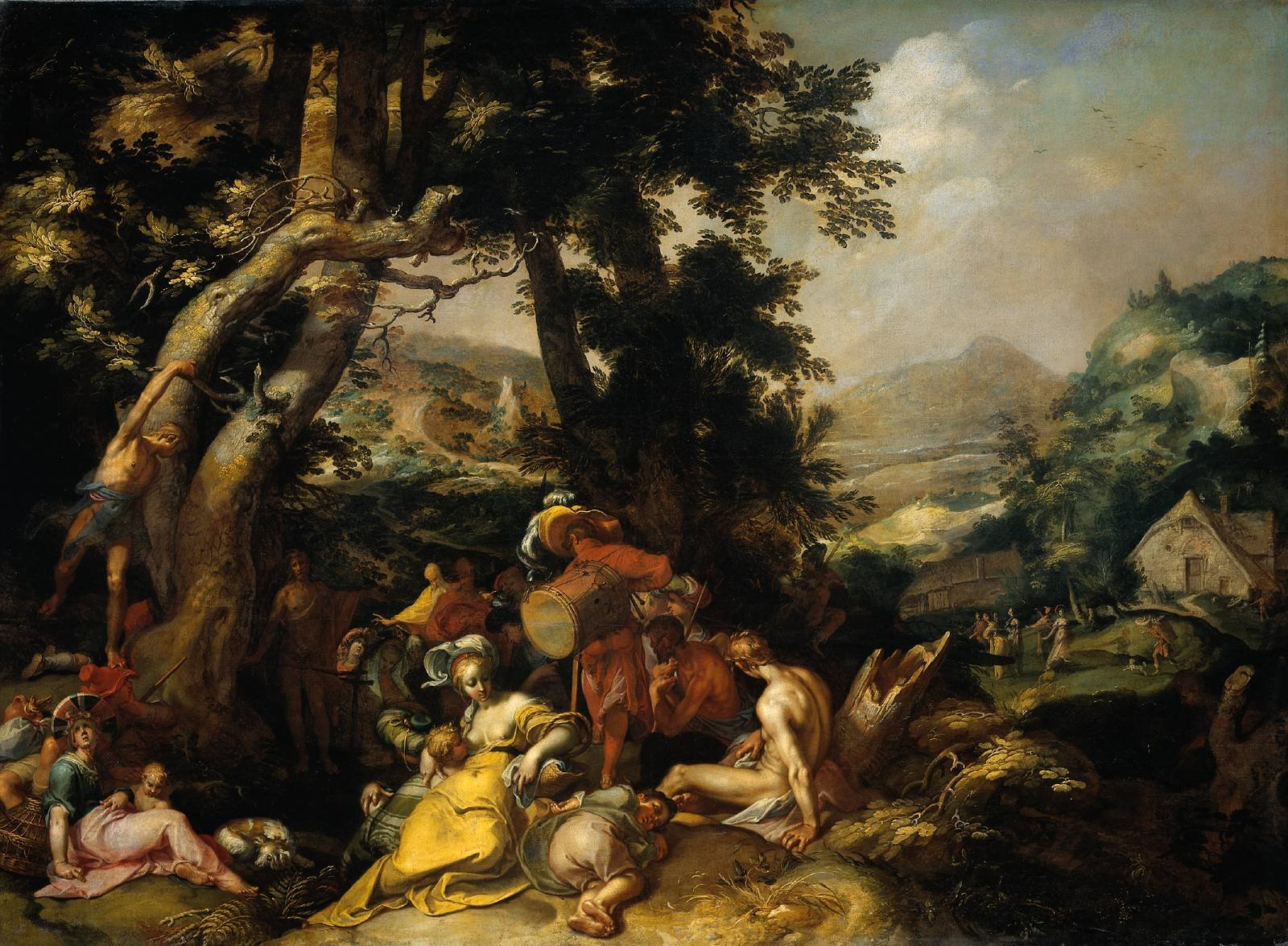
Abraham Bloemaert Paisatge amb San Joan pregant al desert

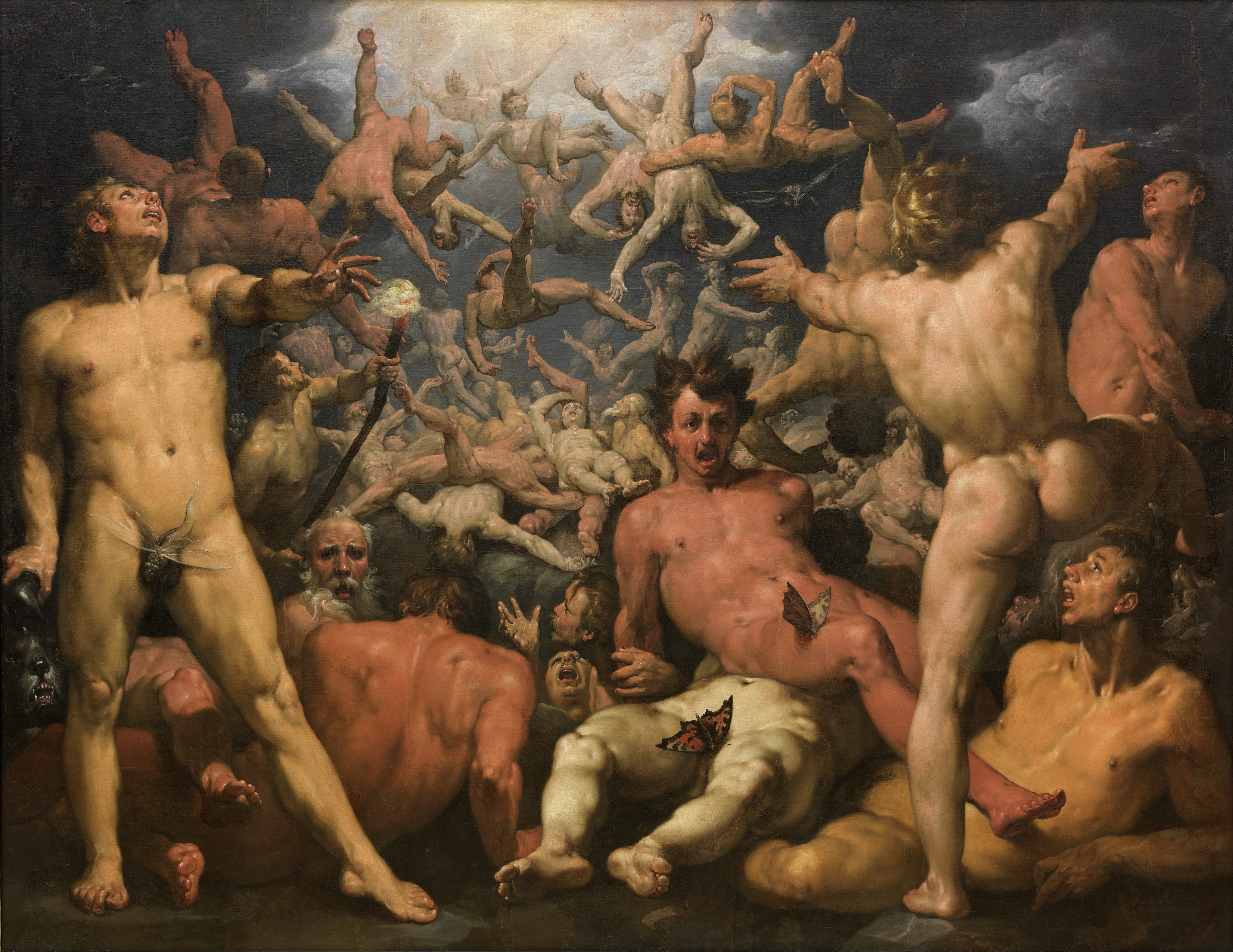
Cornelis van Haarlem, Caiguda dels Titans, 1588

Artistes francesos influïts per la primera Escola de Fontainebleau:
Jean Cousin el Vell (1500-c. 1590)
Jean Goujon (c. 1510-after 1572) escultor i arquitecte
Juste de Juste (ca. 1505 - ca. 1559) - escultor i gravador
Antoine Caron (1521 - 1599)
La tradició francesa posterior:
Germain Pilon (c. 1537 -1590), escultor
Androuet du Cerceau, família d'arquitectes; Jacques I va introduir la decoració manierista
Jean Cousin el Jove (ca. 1522-1595), pintor
Toussaint Dubreuil (c. 1561 -1602), segona escola de Fontainebleau:

Treballant per a Rodolf:
Giambologna (1529-1608), escultor flamenc amb seu a Florència
Adriaen de Vries (1556-1626), escultor flamenc, alumne de Giambologna, qui va marxar a Praga
Bartholomeus Spranger (1546-1611), pintor flamenc, principal pintor de Rodolf
Hans von Aachen (1552-1615), alemany, temes mitològics i retrats de Rodolf
Joseph Heintz el Vell (1564-1609), alumne suís d'Hans von Aachen
Paul van Vianen, argenter i artista holandès
Aegidius Sadeler, principalment un gravador
Wenzel Jamnitzer (1507/8-1585), i el seu fill Hans II i net Christof, orfebres alemanys
Joris Hoefnagel, especialment miniatures d'història natural
Roelant Savery, paisatges amb animals i bodegons
Als Països Baixos:
Herri Met de Bles, (1510-1555/60), paisatgista, abans que d'altres
Karel van Mander, avui més conegut com a biògraf d'artistes holandesos
Hendrick Goltzius (1558-1617), el gravador més destacat de l'època, i després un pintor d'estil menys manierista
Cornelis van Haarlem (1562-1651)
Joachim Wtewael (1566-1638)
Jan Saenredam, principalment un gravador
Jacob de Gheyn II, principalment un gravador
Abraham Bloemaert (1566-1651), en la primera part de la seva carrera
Hans Vredeman de Vries (1527 - c. 1607), arquitecte, dissenyador d'ornaments, que va escriure sobre disseny de jardins
Flamencs:
Denys Calvaert, va treballar principalment a Itàlia, en un estil en gran manera italià
Paul i Mattheus Brill, principalment paisatgistes
Marten de Vos, fundador de la Guilda dels Romanistes
Otto van Veen, (1556-1629)
Altres llocs:
Hans Rottenhammer (1564-1625), paisatgista de Múnic, va passar diversos anys a Itàlia
Wendel Dietterlin (h 1550-1599), pintor alemany, més conegut pel seu llibre sobre decoració arquitectònica
Jacques Bellange (h 1575-1616), pintor de cort a Lorena, l'obra de la qual només sobreviu a través de gravats.